# Stridsvagn m/37
Lo Stridsvagn m/37 (Strv m/37) era una versione svedese del tankette cecoslovacco AH-IV, prodotto dalla Českomoravská-Kolben-Daněk (ČKD).

## Storia

### Produzione

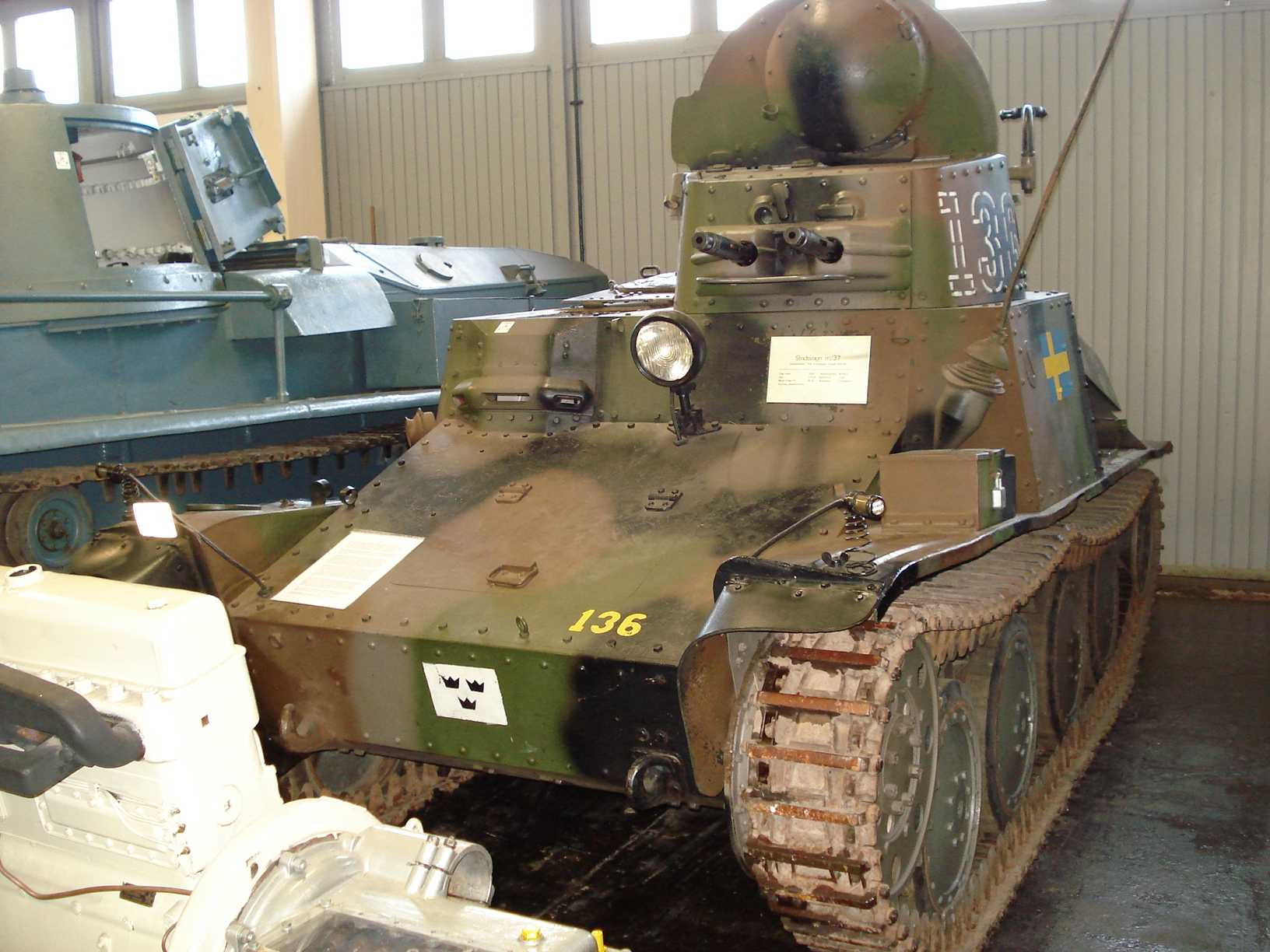
Uno Stridsvagn m/37 al Museo dell'esercito svedese a Stoccolma.

Il riuscito tankette AH-IV, già esportato in Romania ed in Iran, fu mostrato con successo alle autorità svedesi in teatro invernale sui Monti dei Giganti. Nel 1937 le forze armate svedesi ordinarono 48 AH-IV-Sv. Due di questi furono costruiti in Cecoslovacchia, mentre gli altri 46 furono realizzati su licenza dalla Jungner di Oskarshamn, con motori più potenti, trasmissione e cingoli forniti dalla Volvo, mentre le piastre corazzate erano fornite dalla Avesta; questi ultimi mezzi ricevettero la denominazione Stridvagn m/37. Tutte le altre componenti erano fornite invece dalla ČKD e venivano solo assemblate in Svezia. Tutti i 48 mezzi vennero consegnati all'Esercito svedese tra il 1938 ed il 1939.

### Impiego operativo
Il primo reparto a ricevere il nuovo veicolo fu li 1º Battaglione corazzato. Tra il 1943 ed il 1944 i mezzi furono trasferiti alle brigate corazzate di nuova formazione e prestarono servizio nei reggimenti di fanteria I1, I9, I10 e con la compagnia corazzata P1G nel Gotland. I Strv m/37 furono ritirati dal servizio nel 1953.
Otto esemplari sono tuttora esistenti, dei quali 4 in ordine di marcia, uno dei quali al Museo reggimentale di Strangnas.

## Tecnica
Il tankette m/37 era una versione pesantemente modificata del modello cecoslovacco. Lo scafo era più grande e pesante; venne eliminata la mitragliatrice dalla postazione del pilota, mentre la torretta girevole venne armata con due mitragliatrici di produzione svedese Ksp m/36, copie della Browning M1917, con una riserva di 3.960 colpi.